# Адунацій-Копечень
Адунацій-Копечень, Адунацій-Копечені (рум. Adunații-Copăceni) — село у повіті Джурджу в Румунії. Адміністративний центр комуни Адунацій-Копечень.
Село розташоване на відстані 21 км на південь від Бухареста, 39 км на північ від Джурджу.

## Населення
За даними перепису населення 2002 року у селі проживали 3377 осіб, з них 3375 осіб (99,9%) румунів. Усі жителі села рідною мовою назвали румунську.